# Кубок Шпенглера 2020
Кубок Шпенглера 2020 — скасований турнір Кубок Шпенглера, що планували провести традиційно у швейцарському місті Давос з 26 по 31 грудня 2020 року. 29 вересня 2020 року організатори оголосили про скасування цьогорічного турніру через пандемію COVID-19. Таким чином, вперше з 1956 року, турнір не буде проводиться. Це п'яте скасування турніру за всю історію (1939, 1940, 1949 і 1956).

## Учасники
- Канада
- Спарта (Прага)
- КооКоо
- Ак Барс (Казань)
- Амбрі-Піотта
- Давос (господар)